# フィル・アーウィン
フィリップ・アンドリュー・アーウィン（Phillip Andrew Irwin, 1987年2月25日 - ）はアメリカ合衆国・テネシー州シェルビー郡ジャーマンタウン出身の元プロ野球選手（投手）。右投右打。

## 経歴

### パイレーツ時代
2009年、MLBドラフト21巡目（全体625位）でピッツバーグ・パイレーツから指名され、6月21日に契約。A-級ステート・カレッジ・スパイクスで10試合に登板し、1勝2敗、防御率2.12だった。
2010年はA級ウェストバージニア・パワーで23試合に登板し、6勝3敗、防御率3.35だった。
2011年はA+級ブレイデントン・マローダーズで10試合に登板し、5勝0敗、防御率2.02だった。6月にAA級アルトゥーナ・カーブへ昇格。15試合に登板し、8勝4敗、防御率3.81だった。
2012年はA+級ブレイデントンで1試合に登板後、5月にAA級アルトゥーナへ昇格。18試合に登板し、4勝7敗、防御率2.93だった。8月にAAA級インディアナポリス・インディアンスへ昇格。4試合に登板し、3勝0敗、防御率2.57だった。オフの11月20日にパイレーツとメジャー契約を結び、40人枠入りを果たした。
2013年3月1日にパイレーツと1年契約に合意。3月18日にAAA級インディアナポリスへ異動し、AAA級で開幕を迎えた。4月14日にメジャーへ昇格し、同日のシンシナティ・レッズ戦で先発起用されメジャーデビュー。4.2回を投げ、6安打5失点（自責点4）4四球と結果を残せず、負け投手にはならなかったが、4月15日にAAA級へ降格した。6月3日に右肘の故障で60日間の故障者リスト入りし、残りのシーズンを全休したため、この年は1試合の登板にとどまった。オフの10月19日に故障者リストから外れた。
2014年3月21日にAAA級インディアナポリスへ異動し、開幕をAAA級で迎えた。5月6日にメジャーへ昇格したが、登板のないまま5月7日にAAA級へ降格し、5月22日にDFAとなった。

### レンジャーズ時代
2014年5月28日にウェーバーでテキサス・レンジャーズへ移籍。同日にAAA級ラウンドロック・エクスプレスへ異動した。

### 韓国球界時代
2014年11月19日、韓国プロ野球・KTウィズと契約を結んだ。
2015年3月28日、KTにとって初の一軍公式戦となったロッテ・ジャイアンツ戦で開幕投手を務めた。だが1勝しかできず、シーズン途中の6月27日、ウェーバー公示され退団した。

### レンジャーズ復帰
2015年7月31日に、テキサス・レンジャーズとマイナー契約を結んだ。11月7日にFAとなった。

## 詳細情報

### 年度別投手成績
| 年 度    | 球 団    | 登 板 | 先 発 | 完 投 | 完 封 | 無 四 球 | 勝 利 | 敗 戦 | セ 丨 ブ | ホ 丨 ル ド | 勝 率 | 打 者 | 投 球 回 | 被 安 打 | 被 本 塁 打 | 与 四 球 | 敬 遠 | 与 死 球 | 奪 三 振 | 暴 投 | ボ 丨 ク | 失 点 | 自 責 点 | 防 御 率 | W H I P |
| -------- | -------- | ----- | ----- | ----- | ----- | -------- | ----- | ----- | -------- | ----------- | ----- | ----- | -------- | -------- | ----------- | -------- | ----- | -------- | -------- | ----- | -------- | ----- | -------- | -------- | ------- |
| 2013     | PIT      | 1     | 1     | 0     | 0     | 0        | 0     | 0     | 0        | 0           | ----  | 23    | 4.2      | 6        | 0           | 4        | 0     | 0        | 4        | 0     | 0        | 5     | 4        | 7.71     | 2.14    |
| 2014     | TEX      | 1     | 1     | 0     | 0     | 0        | 0     | 1     | 0        | 0           | .000  | 20    | 4.0      | 6        | 1           | 2        | 0     | 1        | 2        | 1     | 0        | 3     | 3        | 6.75     | 2.00    |
| 2015     | KT       | 12    | 12    | 0     | 0     | 0        | 1     | 7     | 0        | 0           | .125  | 271   | 56.0     | 90       | 10          | 21       | 0     | 2        | 41       | 2     | 0        | 57    | 54       | 8.68     | 1.98    |
| MLB：2年 | MLB：2年 | 2     | 2     | 0     | 0     | 0        | 0     | 1     | 0        | 0           | .000  | 43    | 8.2      | 12       | 1           | 6        | 0     | 1        | 6        | 1     | 0        | 8     | 7        | 7.27     | 2.08    |
| KBO：1年 | KBO：1年 | 12    | 12    | 0     | 0     | 0        | 1     | 7     | 0        | 0           | .125  | 271   | 56.0     | 90       | 10          | 21       | 0     | 2        | 41       | 2     | 0        | 57    | 54       | 8.68     | 1.98    |

### 年度別守備成績
| 年 度 | 球 団 | 投手（P） | 投手（P） | 投手（P） | 投手（P） | 投手（P） | 投手（P） |
| 年 度 | 球 団 | 試 合     | 刺 殺     | 補 殺     | 失 策     | 併 殺     | 守 備 率  |
| ----- | ----- | --------- | --------- | --------- | --------- | --------- | --------- |
| 2013  | PIT   | 1         | 0         | 2         | 0         | 0         | 1.000     |
| 2014  | TEX   | 1         | 0         | 0         | 0         | 0         | ----      |
| 2015  | KT    | 12        | 2         | 11        | 2         | 2         | .867      |
| MLB   | MLB   | 2         | 0         | 2         | 0         | 0         | 1.000     |
| KBO   | KBO   | 12        | 2         | 11        | 2         | 2         | .867      |

### 背番号
- 36 (2013年)
- 47 (2014年)
- 36 (2015年)